# Piaseczno (gemeente)

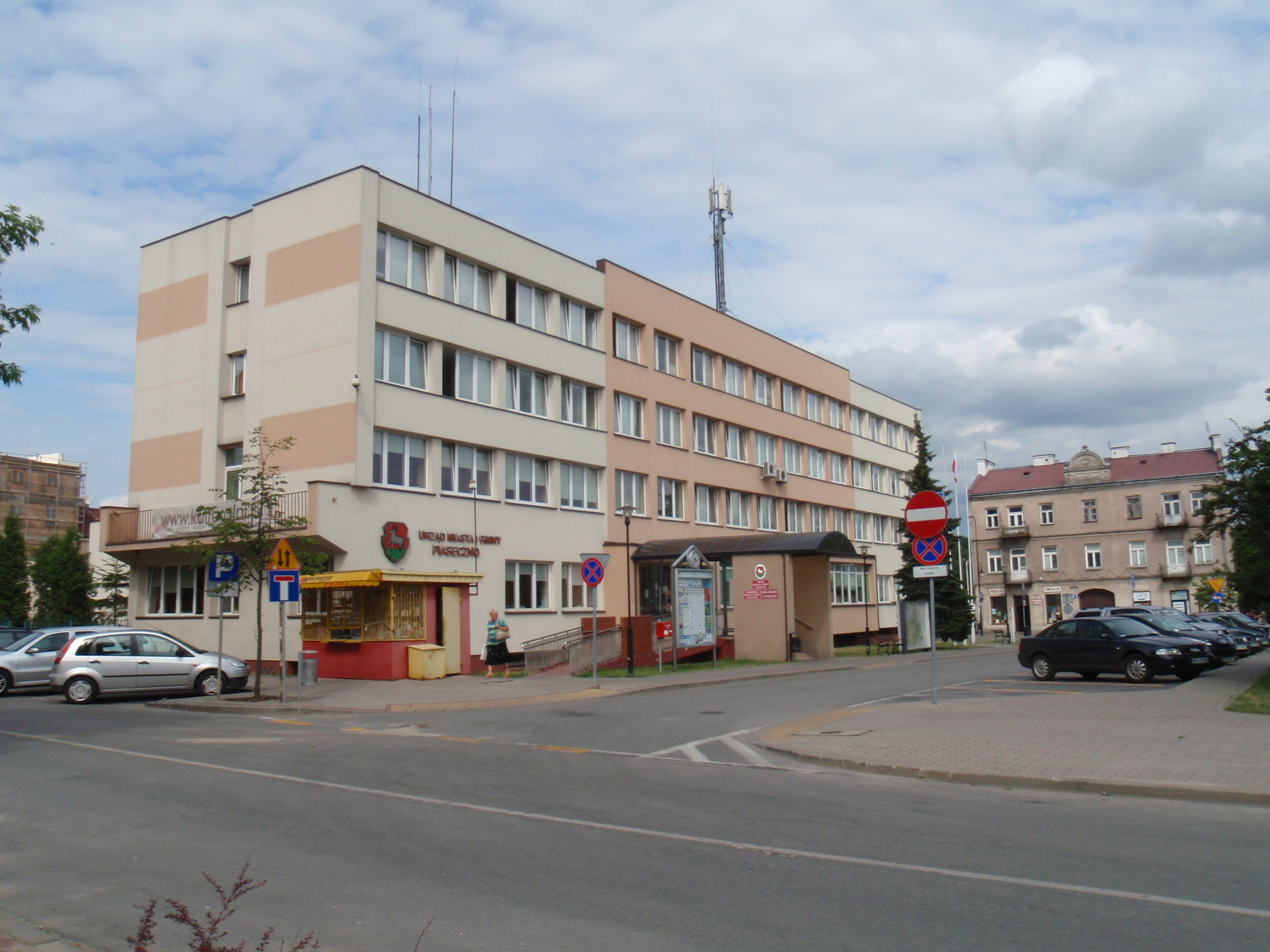
Gemeentehuis

De gemeente Piaseczno is een stad- en landgemeente in het Poolse woiwodschap Mazovië, in powiat Piaseczyński.
De zetel van de gemeente is in Piaseczno.
Op 30 juni 2004 telde de gemeente 59 435 inwoners.

## Oppervlakte gegevens
In 2002 bedroeg de totale oppervlakte van gemeente Piaseczno 128,22 km², waarvan:
- agrarisch gebied: 56%
- bossen: 26%

De gemeente beslaat 25,3% van de totale oppervlakte van de powiat.

## Demografie
Stand op 30 juni 2004:
| Omschrijving                   | Totaal | Totaal | Vrouwen | Vrouwen | Mannen | Mannen |
| ------------------------------ | ------ | ------ | ------- | ------- | ------ | ------ |
| eenheid                        | aantal | %      | aantal  | %       | aantal | %      |
| inwoners                       | 59 435 | 100    | 30 988  | 52,1    | 28 447 | 47,9   |
| bevolkingsdichtheid (inw./km²) | 463,5  | 463,5  | 241,7   | 241,7   | 221,9  | 221,9  |

In 2002 bedroeg het gemiddelde inkomen per inwoner 2246,3 zł.

## Plaatsen
Antoninów, Baszkówka, Bąkówka, Bobrowiec, Bogatki, Chojnów, Chylice, Chyliczki, Głosków, Głosków-Letnisko, Gołków, Grochowa, Henryków-Urocze, Jastrzębie, Jazgarzew, Jesówka, Józefosław, Julianów, Kamionka, Kuleszówka, Łbiska, Mieszkowo, Orzeszyn, Pęchery, Pilawa,
Robercin, Runów, Siedliska, Szczaki, Wola Gołkowska, Wólka Kozodawska, Wólka Pęcherska, Wólka Pracka, Zalesie Górne, Złotokłos, Żabieniec.

## Aangrenzende gemeenten
Góra Kalwaria, Konstancin-Jeziorna, Lesznowola, Prażmów, Tarczyn, m.st. Warszawa